# 証人

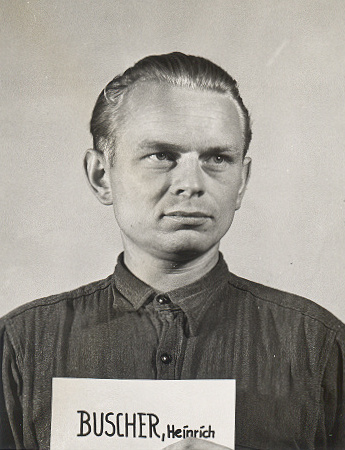
ハインリヒ・ブッシャー ニュルンベルク裁判の証人

証人（しょうにん）とは、ある事実・事柄について、それを証明する人の事を指す。

## 訴訟法上の証人
訴訟法上、証人とは、裁判所または裁判官に対して、自己の経験から知り得た事実を述べるように命ぜられた者をいう。日本法上は法廷にて宣誓の上、証言を行う、訴訟当事者本人以外の人的証拠を指すが、英米法など訴訟当事者に証人適格を認める法制もある。証人は、原則として、何かを問われた際に、必ず答弁しなければならない。虚偽の答弁には偽証の罪にて罰せられる。
なお、証人の宣誓は、刑事訴訟法による義務であり正当な理由なく拒否した場合は10万円以下の過料を命じられることがある。 2016年11月22日、福井地方裁判所の裁判員裁判公判において証人が宣誓を拒否し、10万円の過料を命じられた例がある。
証人・鑑定人と訴訟当事者本人を合わせて「人証」という。

## 民法上の証人

### 届出における証人
婚姻届や離婚届など、自らの意思によって行われる届出を行う際に、2人以上の人にその事実は真実あるかどうか、確認するために届書に住所・氏名・本籍・生年月日を記載し捺印をする（民法739条、764条、799条、812条、戸籍法33条）。証人は成年（20歳以上）なら誰でも良いため、例えば見ず知らずの外国人でも証人になれる。この「2人以上の人」の事を「証人」という。
この場合、「証人」はその事実が確かであるかを確認するために設けるものであり、借金や融資の「保証人」とは全く意味が違うものである。この証人になったからといって、当事者を養っていく必要があるとか、金銭面での援助をしなければならないとか、当事者が起こした犯罪の責任を負わなくてはならないとか、不倫などの不貞行為の責任を負う等の効力は生じはない。ただし、届出が意思に依らないことを完全に知り得た上で証人になった場合、罰せられる場合もある。
また、前述の通り自らの意思によって行われる届出（これを「創設的届出」という）に限って証人が必要とされる。創設的届出の主なものは、「婚姻届」「離婚届」「養子縁組届」等である。
その他、既に起こった事柄を報告する意味で届け出ることを「報告的届出」というが、この場合に証人は必要ない。報告的届出の主なものは、「出生届」である。なお出生届には、医師又は助産師が署名した出生証明書の添付が必要である。さらに、予め裁判所等で判決がある届出、例えば「調停離婚届」や「特別養子縁組届」等も証人を立てる必要はない。

### 遺言における証人
遺言を作成する際に証人が必要な場合がある。
- 公正証書遺言 - 証人2人以上の立会いが必要（民法969条）
- 秘密証書遺言 - 証人2人以上の署名が必要（民法970条）
- 一般危急時遺言 - 証人3人以上が立ち会いが必要（民法976条）
- 難船危急時遺言 - 証人2人以上が立ち会いが必要（民法979条）
- 一般隔絶地遺言 - 証人1人の立会いが必要（民法977条）
- 船舶隔絶地遺言 - 証人2人以上の立ち会いが必要（978条）

なお、この場合の証人には、「推定相続人及び受遺者並びにこれらの配偶者及び直系血族」や、「公証人の配偶者、四親等内の親族、書記及び使用人」がなることはできない。

## その他
この読み方であるが一般には放送用語なども含め「承認」「昇任」と同じ平板型アクセントで読まれることが殆どである一方、裁判官、弁護士など法曹関係者が法廷などで法律用語として読み上げる場合などは「商人」と同じ頭高型アクセントを用いることがある。